# Pravica
Pravica és un poble i municipi d'Eslovàquia. Es troba a la regió de Banská Bystrica. La primera menció escrita de la vila es remunta al 1271.

## Demografia
| Godina             | 1994 | 2004   | 2014    | 2024   |
| ------------------ | ---- | ------ | ------- | ------ |
| Nombre de persones | 98   | 106    | 119     | 117    |
| Diferència         |      | +8,16% | +12,26% | −1,68% |

| Godina             | 2023 | 2024   |
| ------------------ | ---- | ------ |
| Nombre de persones | 116  | 117    |
| Diferència         |      | +0,86% |